# FITスタジアム
FITスタジアム（えふあいてぃスタジアム）は、福岡県福岡市東区の福岡工業大学塩浜総合グラウンドの専用野球場。主に福岡工業大学の練習や福岡六大学野球リーグの試合会場として使用。 
FITスタジアムの「FIT」は、福岡工業大学の英語表記「Fukuoka Institute of Technology」の頭文字から取った。

## 施設概要
- 面積：約38,000㎡
- 内野：土 外野：人工芝
- 両翼：95m 中堅：122m
- 収容人員：約1000人
- 照明：簡易照明
- スコアボード：電光掲示板

## 交通アクセス
- JR香椎線・奈多駅から徒歩約10分